# 누미디아어

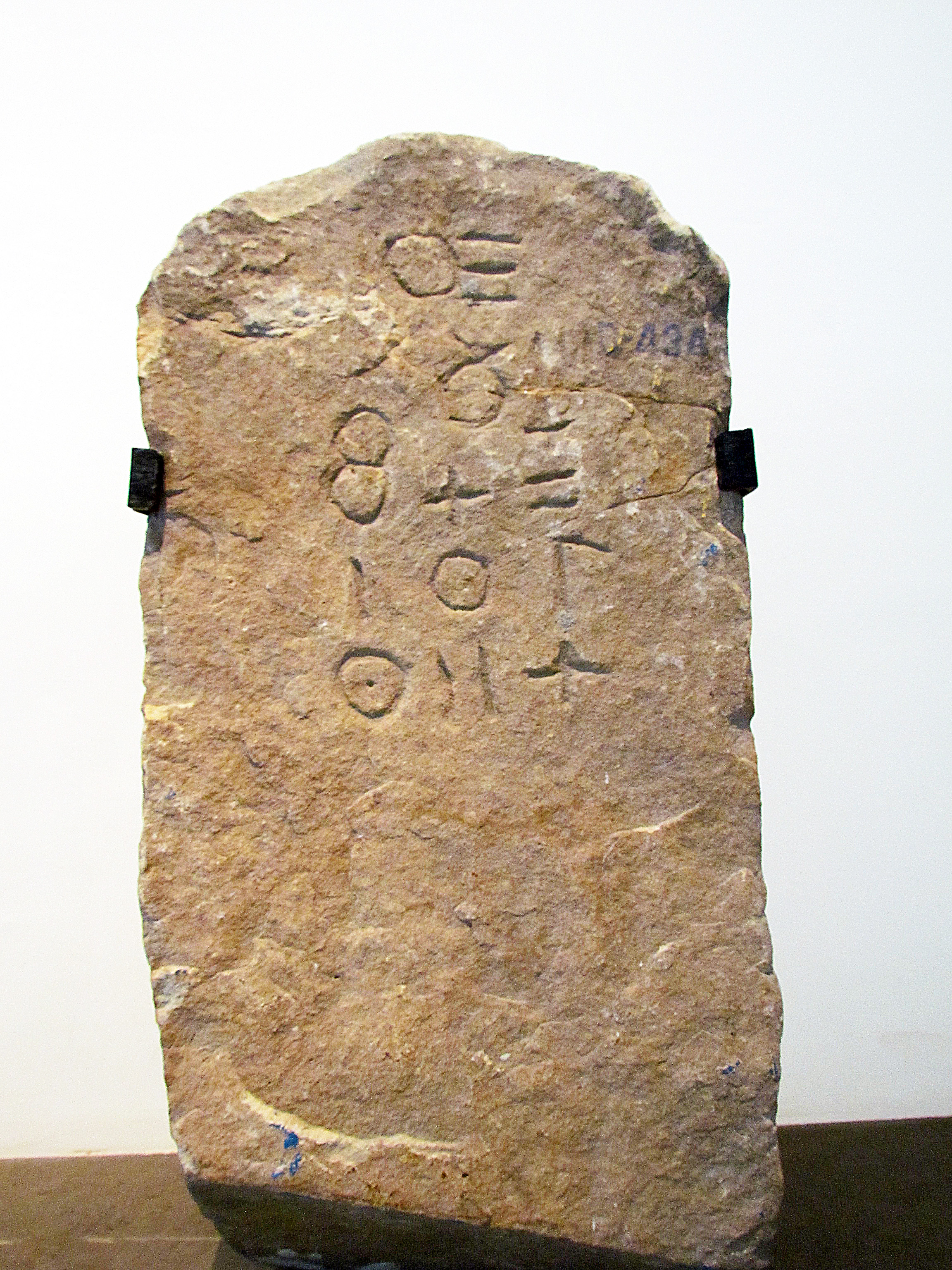
리비아 문자로 된 텍스트가 새겨진 누미디아 석비, 바르도 국립박물관.

누미디아어 또는 고 리비아어(Old Libyan)는 고대 북아프리카의 누미디아에서 사용된 언어이다. 기원전 3세기에서 기원후 3세기까지 쓰인 비문을 통해 문증되어 있다. 티피나그 문자의 기원인 리비아 문자로 표기되었는데, 대부분 해독되었으나 자료의 양이 많지 않다. 부분적인 자료를 통해 아프리카아시아어족에 속한다는 것은 분명해 보이나, 베르베르어파에 속하는지 여부는 가설의 단계이다. 이것이 베르베르어였다면, 원시 베르베르어가 여러 베르베르계 언어들로 분열되기 시작되던 시기의 언어였을 것이다.

## 같이 보기
- 누미디아
- 베르베르어파